# Djedefptah
Djedefptah (n. sec. XXVI i.e.n) a fost un faraon al Regatului Vechi al Egiptului. Existența lui este pusă la îndoială de foarte mulți egiptologi.